# Ластовень Юзепчука
Ластовень Юзепчука (Vincetoxicum juzepczukii) — вид квіткових рослин родини барвінкових (Apocynaceae).

## Біоморфологічна характеристика
Це багаторічна рослина 40–60 см заввишки. Віночок жовтувато-зелений, усередині розсіяно запушений.

## Поширення
Ендемік Криму.
В Україні вид росте у букових лісах — у Криму.